# JAPAN PREMIUM BEST (alanのアルバム)
『JAPAN PREMIUM BEST』（ジャパン・プレミアム・ベスト）は、チベット族中国人女性歌手alanのベスト・アルバム。CD+DVD版の名称は『JAPAN PREMIUM BEST & MORE』。2011年3月2日にavex traxからリリースされた。新曲4曲も同日に着うたフルを配信開始した。

## 概要
- デビューシングルから14枚目の「悲しみは雪に眠る」までの全てのシングルを収録。
- CD版と、CD+DVD版があり、CD+DVD版は『JAPAN PREMIUM BEST & MORE』という名称。
- CD+DVD版には、通常版と初回限定生産盤があり、初回限定生産盤には以下のものがつく。
  - 豪華スペシャルパッケージ
  - 40ページPHOTO BOOK
  - 卓上カレンダー
  - ピクチャー・レーベル
  - ボーナストラック「忘れないで」
- CD版はCD1枚、CD+DVD版はCDは2枚。
- DVDには全てのシングルのPVを収録。

## 特典
- CD[1]
  - TSUTAYA, タワーレコード, HMVを初めとした alan 応援店ショップで購入すると、先着で告知ポスター（A3サイズ）がもらえた。
  - 特定のウェブショップ（対象7店舗）で購入すると直筆サイン入り告知ポスターが抽選で5名にもらえた。
  - mu-moショップで購入すると、『JAPAN PREMIUM BEST』ANNIVERSARY SPECIALポスターがもらえた。このポスターは全てのシングル・ジャケットの写真が映っている[1]。
  - 2011年5月3日の『alan special tea time』の応募券がついた[2]。
- 着うた[3]
  - 木漏れ日
    - レコチョク・mu-mo・ドワンゴで購入すると、曲のパートごとに、オリジナル待受画像A〜Cがもらえた。

  - Venus Flower
    - レコチョク・mu-mo・ドワンゴで購入すると、曲のパートごとに、オリジナル待受画像D〜Fがもらえた。
    - 加えて、mu-moでは、抽選で5名はサイン入り告知ポスターをもらえた。
- 着うたフル
  - Venus Flower
    - レコチョク・mu-mo・ドワンゴで購入すると、オリジナル待受画像Gをもらえた。
    - 加えて、mu-moでは、抽選で3名はサイン入りチェキをもらえた。

## リリース記念イベント
- 2011年3月2日 20時30分 - タワーレコード新宿店[4]
  - 予約者優先の整理券が必要。
  - イベント内容は、ミニライブ、Thanks touch event（ハイタッチイベント）、抽選チェキ撮影会
- 2011年3月5日 14時と17時 - ラゾーナ川崎プラザ 2Fルーファ広場 グランドステージ
  - ミニライブ観覧フリー
  - イベント内容は、ミニライブ、alan本人よりThanksサインイベント、抽選チェキ撮影会
  - 14時の回はポストカードAにサイン、17時の回はポストカードB
- 2011年3月6日 14時 - 大阪 千里中央セルシー 1F セルシー広場
  - ミニライブ観覧フリー
  - イベント内容は、ミニライブ、alan本人よりThanksサインイベント、抽選チェキ撮影会
- 2011年3月6日 18時 - タワーレコード梅田NU茶屋町店 6Fイベントスペース
  - 予約者優先でイベント参加整理券を配布
  - イベント内容は、ミニライブ、Thanks touch event（ハイタッチイベント）、抽選チェキ撮影会

## リリース記念パネル展
- 山野楽器の銀座本店1階にて2011年3月1日〜3月14日に過去のシングルジャケットのパネル展を開催[5]。
- 全国の山野楽器で『JAPAN PREMIUM BEST』を購入すると、抽選で7名、alanのサイン入りでパネルがもらえた。

## 収録曲

### CD
- DISC 1
  1. 明日への讃歌
  2. ひとつ
  3. 懐かしい未来〜longing future〜
  4. 空唄
  5. 風の手紙
  6. RED CLIFF〜心・戦〜
  7. 恵みの雨
  8. 群青の谷
  9. 久遠の河
  10. BALLAD〜名もなき恋のうた〜
  11. Swear
  12. Diamond
  13. Over the clouds
  14. 風に向かう花
  15. 悲しみは雪に眠る
- DISC 2 (CD+DVD版のみに付属。ミニアルバム）
  1. ECHOES
    - 作詞：宮川ユカ　作曲：菊池一仁　編曲：屋敷豪太
    - 映画『チベット犬物語 〜金色のドージェ〜』主題歌。BeeTVドラマ『ブリザード』主題歌。
    - 2011年2月23日に着うた配信開始。
    - 中国語版は『呼唤』。作詞はAbbie Yang。2011年1月10日配信開始。

  2. 木漏れ日
    - 作詞：宮川ユカ　作曲：菊池一仁　編曲：tasuku
    - タイアップはBeeTV『美少女デート』。
    - 2011年2月16日に着うた配信開始[3]。

  3. eternal love 〜恋の花〜
    - 作詞：Kenn Kato　作曲：菊池一仁　編曲：小西貴雄
    - 小説『裏閻魔』イメージソング
    - 2011年2月23日に着うた配信開始。
    - 中国語版は『樱花的眼泪』。作詞はAbbie Yang。2011年2月20日配信開始。

  4. Venus Flower
    - 作詞：鳥海雄介　作曲：alan＆菊池一仁　編曲：村田昭
    - 2011年2月23日に着うた配信開始。

  5. 忘れないで （S'capade feat. alan）- CD+DVD版の初回限定生産盤にのみ付属
    - 作詞・作曲・編曲：Shinnosuke
    - アルバム『S'CAPADE』参加楽曲

  6. 愛は力（alan×福井敬）
    - 作詞：なかにし礼　作曲：浜圭介　編曲：若草恵
    - 福井敬とのコラボレーション・シングル

### DVD
1. 明日への讃歌
2. ひとつ
3. 懐かしい未来〜longing future〜
4. 空唄
5. 風の手紙
6. RED CLIFF〜心・戦〜
7. 恵みの雨
8. 群青の谷
9. 久遠の河
10. BALLAD〜名もなき恋のうた〜
11. Swear
12. Diamond
13. 風に向かう花
14. 悲しみは雪に眠る

## 参照
1. 1 2  3/2発売 BEST ALBUM「JAPAN PREMIUM BEST」のCD SHOP購入者特典が決定いたしました!!
2. ↑  3/2発売「JAPAN PREMIUM BEST & MORE」購入者限定抽選イベント「alan special tea time」日時・場所決定!!
3. 1 2  3/2発売「JAPAN PREMIUM BEST」に収録される新曲4曲が先行着うた®配信!!
4. ↑  alan「JAPAN PREMIUM BEST & MORE」リリース記念 ミニライブ＆Thanks touch event＆抽選チェキ撮影会　〜皆様への感謝の気持ちをこめて〜
5. ↑  alan 「JAPAN PREMIUM BEST & MORE」リリース記念パネル展開催決定!!